# مسعود کوسیم
مسعود کوسیم (عربی: مسعود كوسيم؛ ۶ فوریهٔ ۱۹۴۱ – ۳ اوت ۲۰۱۵) بازیکن فوتبال اهل الجزایر بود.
از باشگاه‌هایی که در آن بازی کرده‌است می‌توان به باشگاه فوتبال وفاق سطیف اشاره کرد.